# Apamea maillardi
Apamea maillardi, gelegentlich auch als Geyers Alpen-Graseule bezeichnet, ist ein Schmetterling (Nachtfalter) aus der Familie der Eulenfalter (Noctuidae).

## Merkmale

### Falter
Die Flügelspannweite der Falter  beträgt 41 bis 51 Millimeter. Die Art ist bezüglich der Färbung ziemlich veränderlich. Die Grundfärbung der Vorderflügel variiert von rötlich braun über graubraun bis zu dunkelbraun und enthält oftmals gelbliche oder weißliche Zeichnungselemente. In erster Linie sind klimatische oder geologische Einflüsse für die farbliche Ausgestaltung verantwortlich. Nieren- und Ringmakel sind etwas verschwommen, aber erkennbar, ebenso die Quer- und Wellenlinien. Gelegentlich sind die Nierenmakeln nach außen hin weißlich überstäubt. Die Hinterflügel sind einfarbig hell graubraun.

### Ähnliche Arten
Sehr ähnliche Arten sind Apamea zeta und Apamea michielii, wobei erstere mehr grünliche und letztere eher hellere und blassere Tönungen aufweisen. Bei  zeta sind außerdem die Makeln nie deutlich zu  erkennen. Eine sichere Trennung der Arten kann oftmals nur anhand von genitalmorphologischen Merkmalen erfolgen.

## Verbreitung und Lebensraum
Die Verbreitung der Art erstreckt sich durch gebirgige Gebiete Europas, so durch die Pyrenäen, die Alpen, den Apennin sowie das Dinarische Gebirge und das Balkangebirge. Außerdem kommt sie im Bergland Norwegens, Schwedens und Finnlands vor. In den Alpen steigt sie bis auf etwa 2500 Meter Höhe. Apamea maillardi ist überwiegend in kargen, bergigen Regionen anzutreffen.

## Lebensweise
Die Falter sind nachtaktiv, besuchen gerne künstliche Lichtquellen und fliegen von Juni bis September in einer Generation. Die Raupen leben überwiegend ab August, überwintern und verpuppen sich im Mai oder Juni des folgenden Jahres. Sie ernähren sich von den Halmen verschiedener Gräser, wie Alpen-Rispengras (Poa alpina) und Borstgras (Nardus stricta).

## Gefährdung
Apamea maillardi ist in Deutschland nur in Bayern in unterschiedlicher Häufigkeit anzutreffen und wird auf der Roten Liste gefährdeter Arten als Art mit geographischer Restriktion geführt.